# A Weekend in the City
Albums de Bloc Party
Silent Alarm
(2005) Intimacy
(2008)
A Weekend in the City est le deuxième album de Bloc Party. Sorti le 24 janvier 2007 aux États-Unis, l'album a été enregistré en 2006. Il est produit par Jacknife Lee.

## Chansons
1. Song for Clay (Disappear Here)
2. Hunting for Witches
3. Waiting for the 7:18
4. The Prayer
5. Uniform
6. On
7. Where Is Home?
8. Kreuzberg
9. I Still Remember
10. Flux
11. Sunday